# Capucine Mazille
 (septembre 2016).
Capucine Mazille est une illustratrice d'origine néerlandaise née en 1953, demeurant à Saint-Eusèbe (Haute-Savoie).

## Œuvre
Auteure d'album illustré (L'alphabet des monstres et Quatre saisons de la vie d'un ours, Les portes du monde, 2003 et 2005), Capucine Mazille a également illustré des contes de Jean-Pierre Spilmont (La vengeance d'Églantine Cornouille et Quand Pierrot cherchait Colombine, Les portes du monde, 2003), de Geoffrey Bush (Les gardiens de l'arbre à secrets  - La légende des écolins, Les portes du monde, 2005), d'E. Carli (La corneille à trois pattes, Les portes du monde, 2003). Son ouvrage le plus connu est celui qu'elle a illustré pour Claire Ubac : Le monstre aux mille fesses, aux Éditions de La Martinière, 2000.